# Vic Buckingham
Victor "Vic" Frederick Buckingham (Greenwich, 23 de Outubro de 1915 – Chichester, 26 de Janeiro de 1995), foi um futebolista e treinador inglês, considerado o precursor da filosofia do Futebol total, popularizado pela Seleção Holandesa na Copa de 1974. Em 2019, figurou na 36ª posição da lista "Os 50 maiores treinadores de futebol de todos os tempos", da revista francesa France Football.
Embora ele tenha sido um dos primeiros técnicos ingleses a treinar grandes times europeus como Ajax Amsterdam e FC Barcelona, e tendo Johan Cruijff como um de seus maiores fãs, ele permanece praticamente não lembrado em sua terra natal, a Inglaterra.
Como jogador de futebol, ele jogava na posição de volante. Sua carreira iniciou no Tottenham Hotspur em 1934, mas jogou sua primeira temporada (1934–35) no Northfleet United, clube-filial do Tottenham Hotspur. Após essa temporada, ele voltou ao Tottenham, então um clube da segunda divisão inglêsa, e, durante quatorze anos entre 1935 e 1949 jogou 230 jogos e marcou 1 gol.

## Conquistas

### Como Treinador
Pegasus AFC
- FA Cup dos Amadores: 1951

West Bromwich Albion
- Football League First Division: Vice-Campeão 1953-54
- FA Cup: 1954
- FA Charity Shield: 1954 (dividido com o Wolverhampton)

Ajax
- Eredivisie: 1959–60, Vice-Campeão 1960–61

Barcelona
- Copa del Generalísimo: 1970–71
- Primera División: Vice-Campeão 1970-71